# ابر ماماتوس

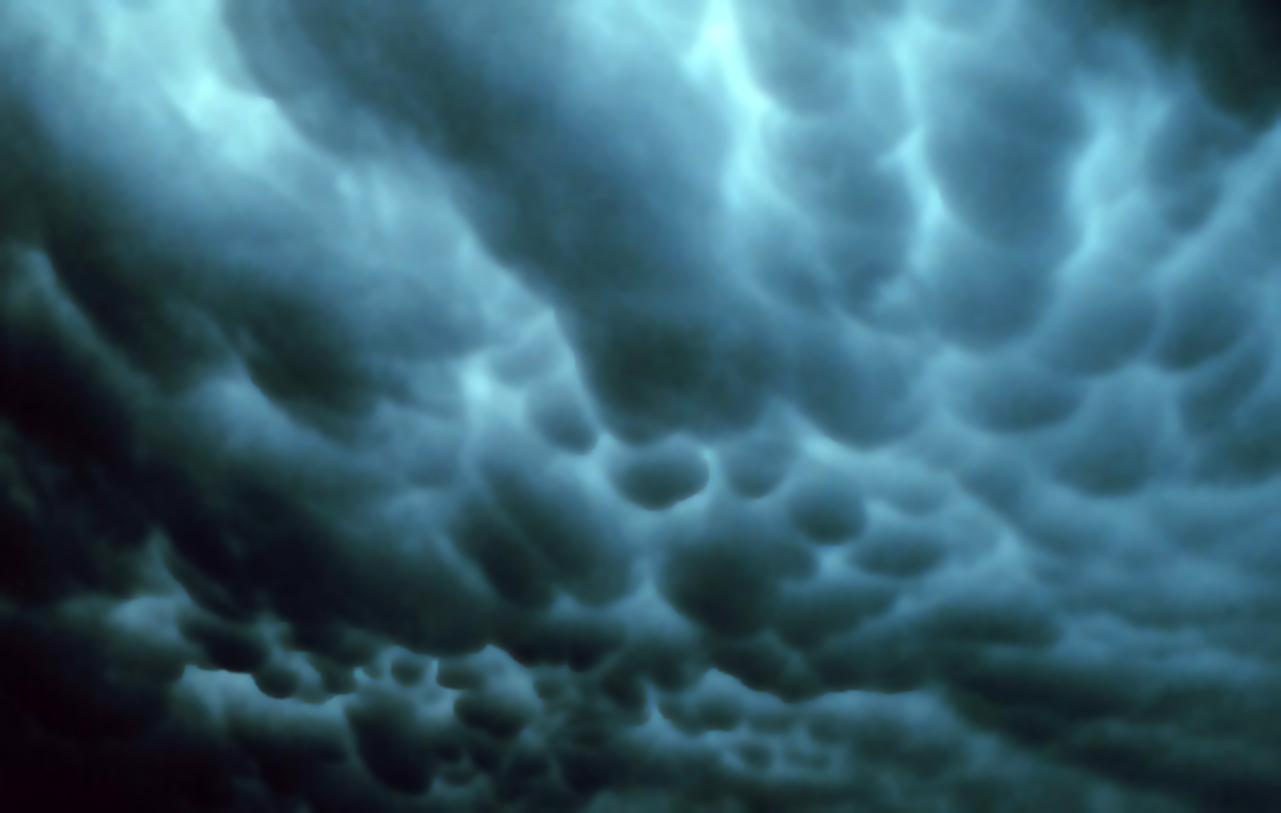
ابر سینه‌ای در تولسا، ایالت اوکلاهما، ۱۹۷۳.

ابر ماماتوس (به انگلیسی: Mammatus)، ابر سینه‌ای،‌ قُلُمبه یا سینه‌کومه‌ای (mammatocumulus) گونه‌ای ابر است که رشته‌ای از ابرچه‌های کیسه‌مانند در زیر سطح اصلی آن قرار دارد. شکل ظاهری این ابرها حاصل کیسه‌هایی از هوای سرد اشباع شده‌است که به سرعت از سطح ابرهای توفان‌زا پایین می‌آید و تصویری مانند برآمدگی‌های مواج در قسمت زیرین ابر ایجاد می‌کند. خوشه‌های سینه‌ای این ابرها معمولاً از یخ تشکیل شده‌اند، اما می‌تواند ترکیبی از یخ و آب مایع نیز باشد.
ابرهای سینه‌ای معمولاً با تشکیل ابرهای سندانی و توفان‌های سخت همراهند و در کل پدیده‌های نادرند.
ابرهای سینه‌ای معمولاً از پایه ابرهای کومولونیمبوس (کومه‌ای بارا) امتداد پیدا می‌کنند، اما ممکن است در زیر ابرهای آلتوکومولوس (فرازکومه‌ای)، آلتواستراتوس (فرازپوشنی)، استراتوکومولوس (پوشن‌کومه‌ای) و سیروس (پَرسا) و ابرهای خاکستر آتشفشانی نیز تشکیل شود.
میانگین قطر هر ابرچه در ابرهای سینه‌ای ۱ تا ۳ کیلومتر و درازای میانگین آن‌ها نیم کیلومتر است. ماندگاری شکل سینه‌ای هر ابرچه به‌طور میانگین ۱۰ دقیقه است اما رشته‌ای از خوشه‌های این ابرها می‌تواند از ۱۵ دقیقه تا چند ساعت دوام بیاورد.

## نگارخانه

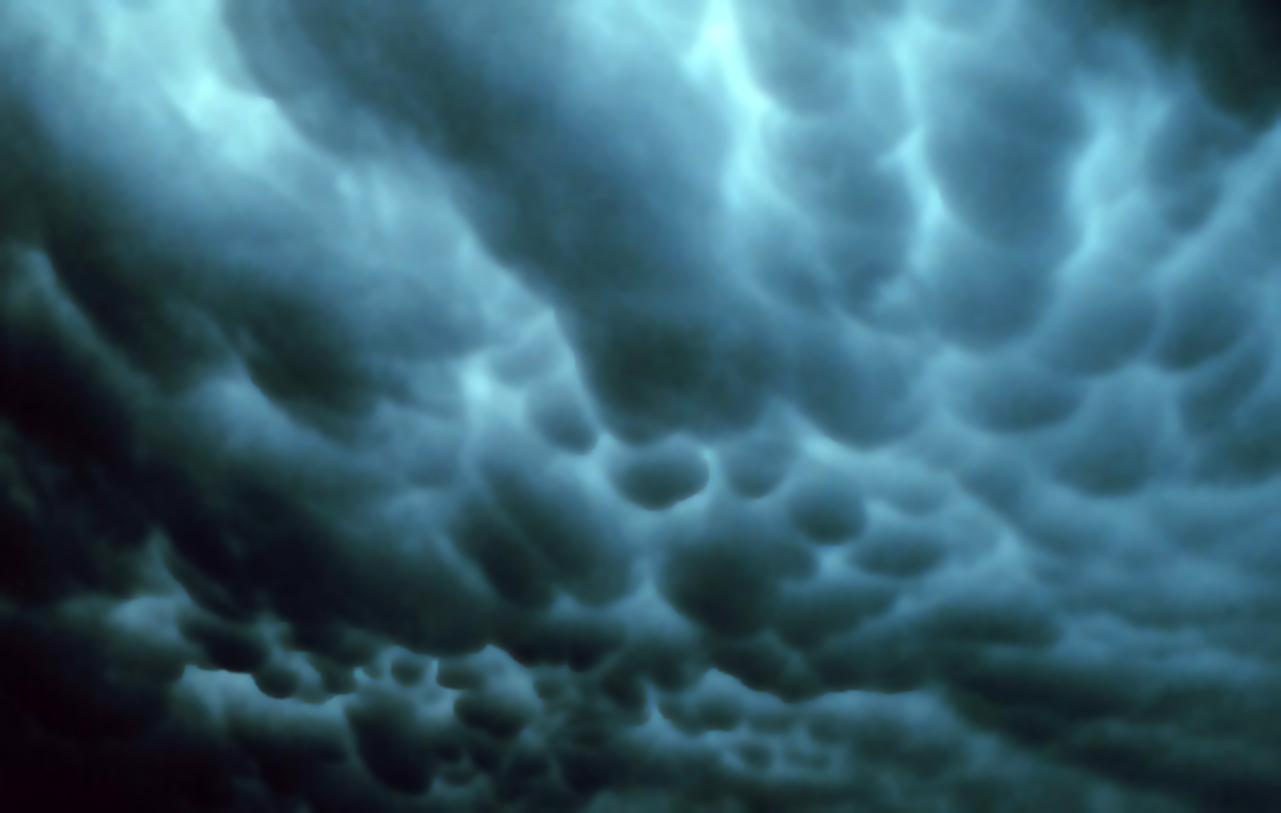
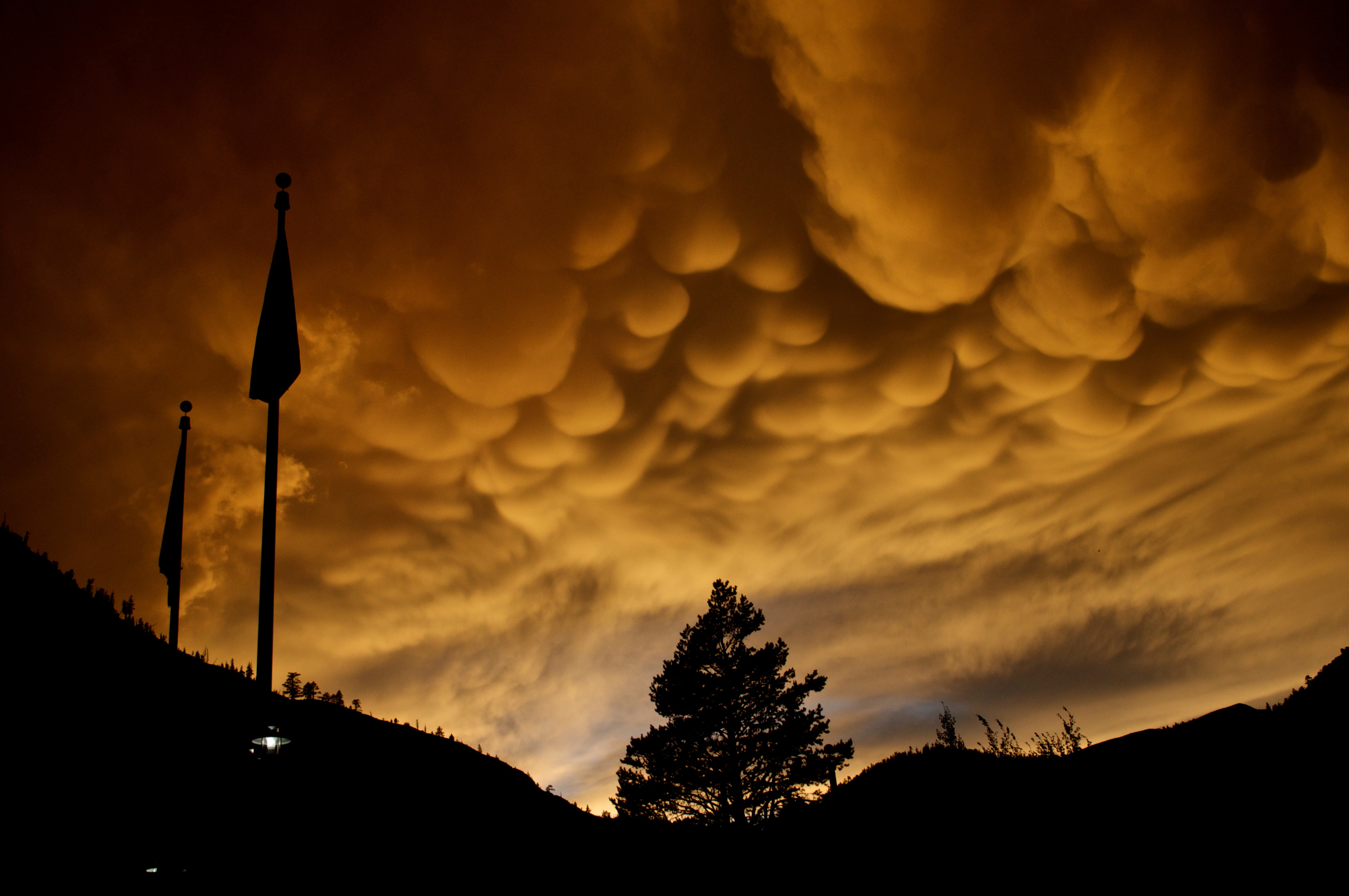
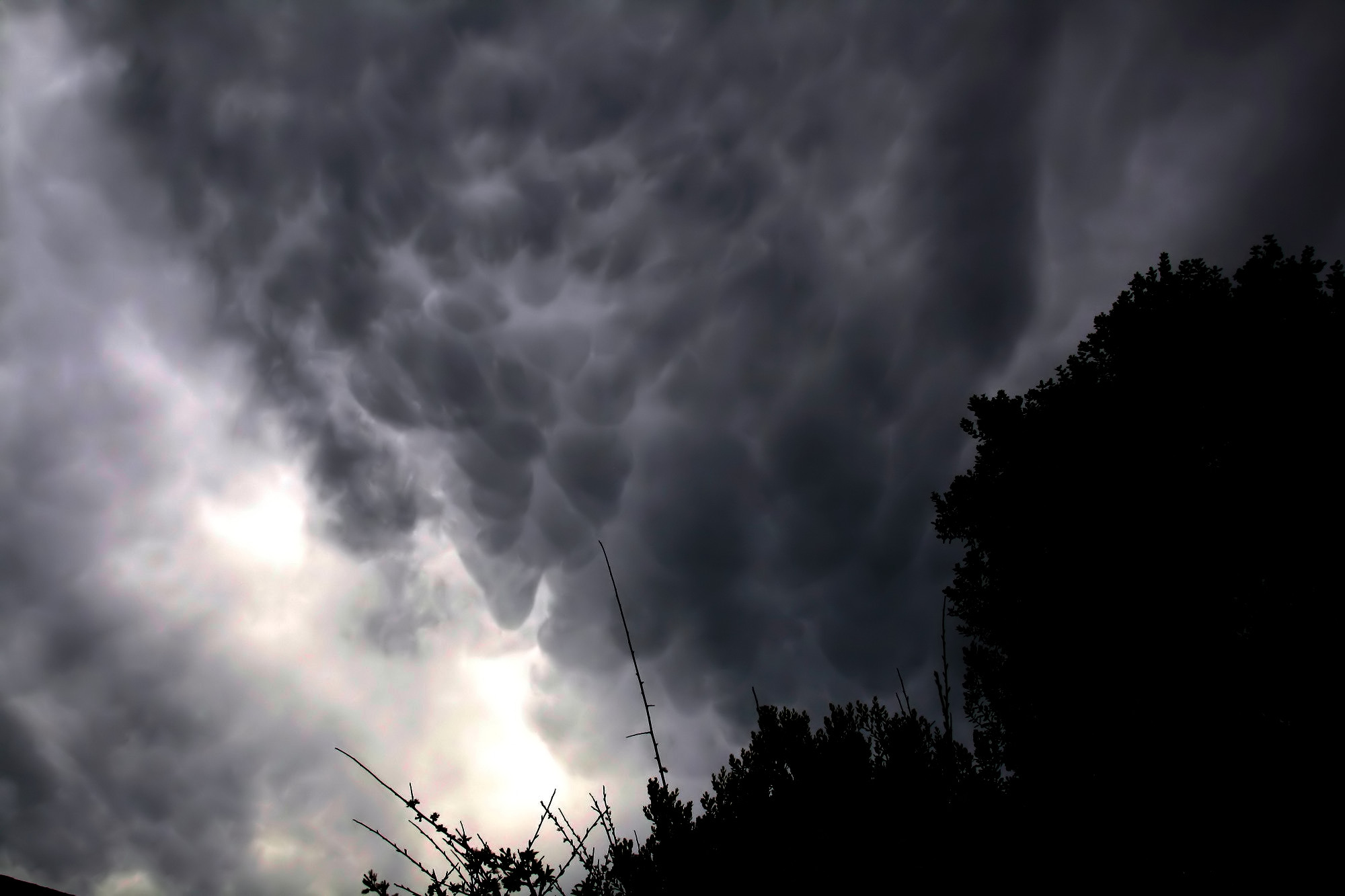
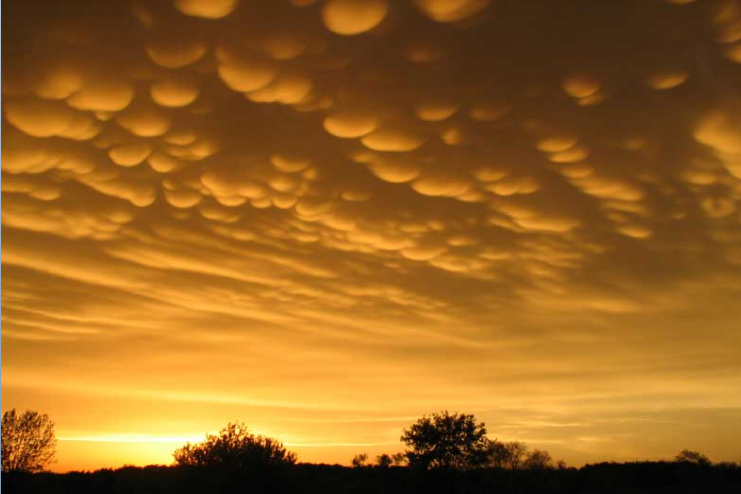
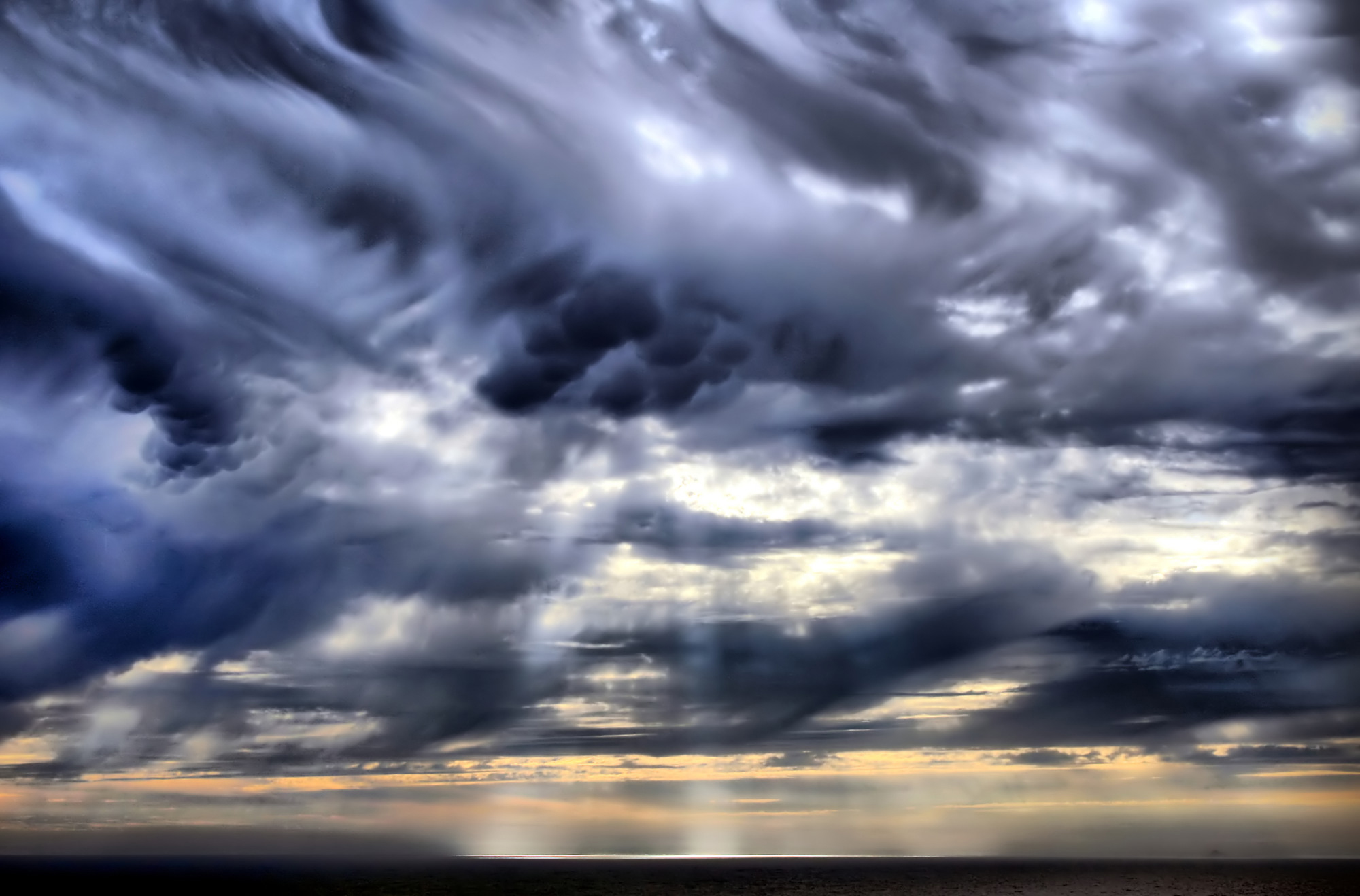
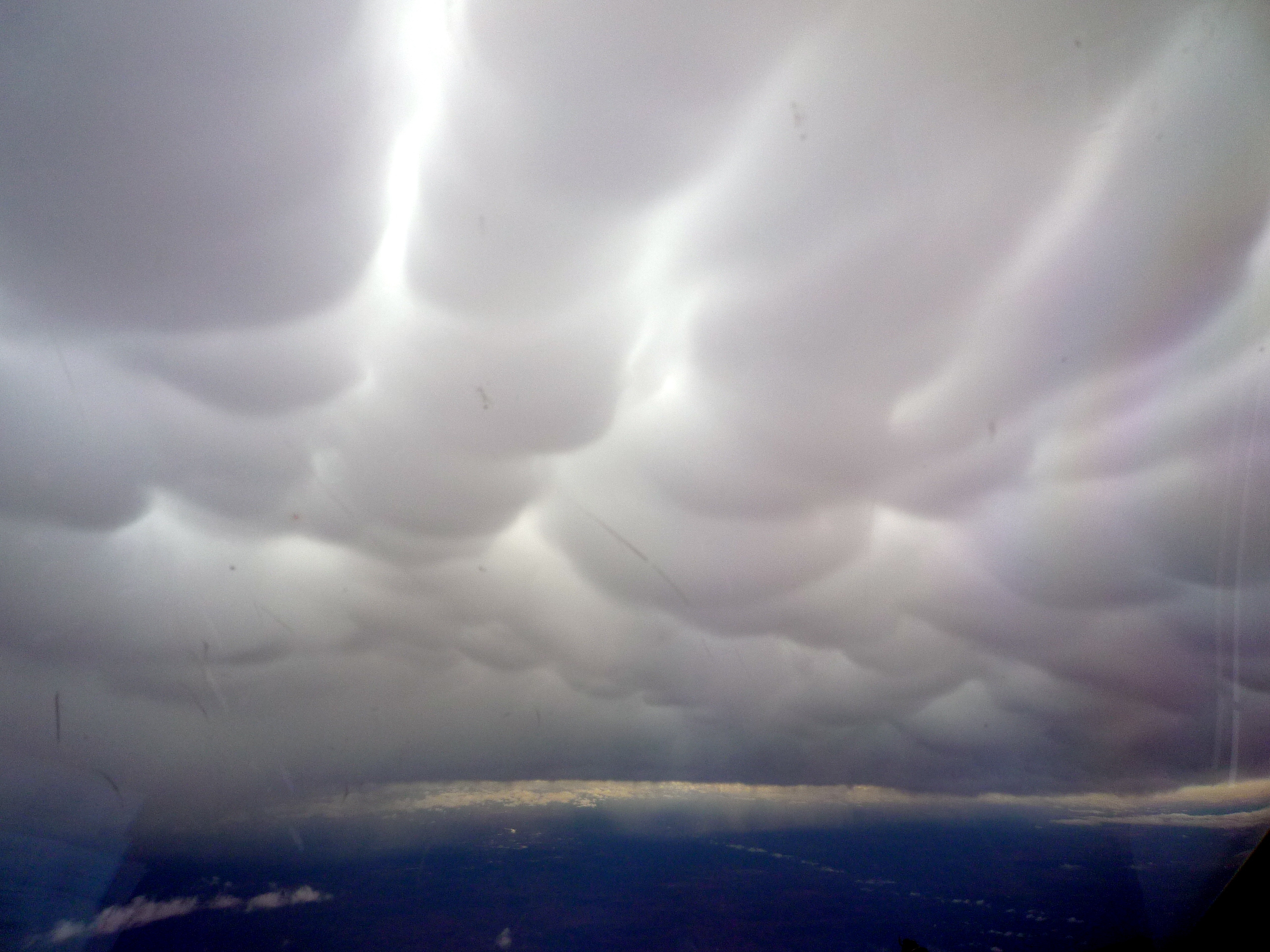
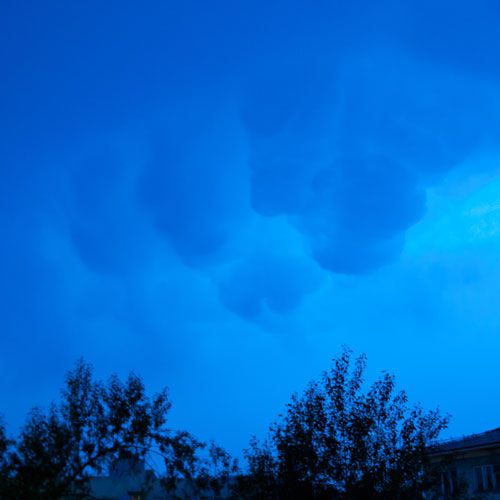